# Juan Samudio
Juan Eduardo Samudio Serna (Asunción, 14 ottobre 1978) è un ex calciatore paraguaiano, attaccante. Figura al primo posto della classifica dei realizzatori della Primera División de Paraguay.

## Caratteristiche tecniche
Gioca come attaccante, più precisamente come centravanti.

## Carriera

### Club
La carriera di Samudio ebbe inizio nelle giovanili del Libertad di Asunción; l'attaccante fece il suo esordio in prima squadra nel 1996. Nel 1998, in seguito alla retrocessione della formazione dalla maglia bianconera, lasciò il club e disputò una stagione con il Club Guaraní; tuttavia, Samudio vi fece ritorno ottenendo la promozione e stabilendosi per sette stagioni. Durante quest'arco di tempo, la compagine della capitale visse un periodo di successi, iniziati dalla stagione 2002, che vide la squadra tornare al successo in campionato dopo ventisei anni; Samudio fu protagonista di quel torneo, in quanto a fine stagione ottenne il titolo di capocannoniere. Nel 2003 la società replicò la vittoria in campionato, ma Samudio non riuscì a conquistare nuovamente la testa della classifica marcatori, occupata da Erwin Ávalos. Fu nel 2004, con ventidue reti, che Samudio ottenne per la seconda volta la palma di miglior marcatore. In seguito alla conquista del terzo titolo con il club, l'attaccante tentò la fortuna all'estero, accasandosi al Querétaro, squadra messicana da poco promossa in massima serie nazionale. Tuttavia, fu scarsamente impiegato, e al termine del torneo di Clausura 2007 Samudio riparò in patria, acquistato dal Guaraní. Il ritorno al Libertad segnò un'importante tappa della sua carriera: nel settembre 2008, con la rete segnata contro il Sol de América, superò Mauro Caballero, divenendo il miglior realizzatore assoluto del campionato paraguaiano. Terminato anche quest'ultimo campionato, che lo rese il miglior marcatore della storia del Libertad, fu messo sotto contratto dal Barcelona di Guayaquil, formazione ecuadoriana, venendo presentato nel mese di luglio 2009.

### Nazionale
Samudio disputò il campionato del mondo Under-20 1997 con la propria Nazionale, venendo schierato come titolare in tutte e tre le partite disputate dalla selezione; andò a segno contro il Giappone under 20, siglando così il 3-3 finale. Nel 2002, in seguito alle sue prestazioni nel campionato nazionale paraguaiano, fu convocato in Nazionale maggiore; dal suo debutto all'ultima presenza, risalente al 2005, passarono dieci partite e un gol.

## Palmarès

### Club
- Campionato paraguaiano di seconda divisione: 1

Libertad: 2000
- Campionato paraguaiano: 5

Libertad: 2002, 2003, 2006, Apertura 2008, Clausura 2008

### Individuale
- Capocannoniere della Primera División de Paraguay: 1

2002 (23 gol), 2004 (22 gol)